# Erlend Loe
Pour les articles homonymes, voir Loe.
Erlend Loe est un écrivain norvégien né le 24 mai 1969 à Trondheim. Il est aussi scénariste et traducteur. Il habite et travaille à Oslo.

## Biographie
Loe a passé une année de lycée en France dans le cadre d’un programme d’échange. Il en garde un mauvais souvenir, mais c’est à cette occasion qu’il aurait commencé à écrire, transformant son désarroi en un abondant journal intime.
Il a une maîtrise de connaissance du folklore, et il a aussi étudié le cinéma et la littérature. Il a fait un bref passage à l’école des beaux-arts de Trondheim (Kunstakademiet i Trondheim), mais sa principale formation a eu lieu à l’École nationale de cinéma du Danemark, à Copenhague, où il s’est formé au métier de scénariste.
Il a refusé de faire son service militaire, et a effectué un service civil en tant qu’acteur et homme à tout faire au sein de la troupe de théâtre Stella Polaris, ce qui lui a donné l’occasion de constater qu’il n’était pas du tout fait pour le théâtre.
Après avoir été pigiste pour le quotidien Adresseavisen, Erlend Loe fait ses débuts littéraires en 1993 avec le roman Tatt av kvinnen (Autant en emporte la femme). Dès 1994, il commence à publier des livres pour enfants, et il entame la série axée autour du personnage de Kurt avec Fisken (Kurt et le poisson). Cette même année paraît Maria & José, un livre illustré pour adultes. Après deux nouveaux livres pour enfants, il publie en 1996 son deuxième roman Naiv.Super. (Naïf. Super.), qui signe le début de sa renommée internationale. Il impose avec ce roman son style fait d’une fantaisie débridée sans être exubérante, enrichie de références constantes (plus ou moins littéraires !), le tout étant servi par un ton faussement naïf qui contient en vérité un humour au second degré qui peut se faire d’une grande noirceur.
Depuis, Erlend Loe continue une création toujours éclectique. À ses six romans et six livres pour enfants s’ajoutent le texte d’un livre de photographies de Bård Løken consacré au massif du Jotunheim, et en 2006 un livre controversé d’entretiens avec un pseudo-cryptologue soutenant la thèse selon laquelle Francis Bacon aurait écrit l’œuvre de Shakespeare (Organisten). Il a aussi traduit en norvégien des recueils du poète américain Hal Sirowitz, dont il a fait le poète étranger le plus vendu en Norvège.
En 1998, il a fondé le collectif de scénaristes Screenwriters Oslo, avec notamment Nikolaj Frobenius, le scénariste d’Insomnia. En 2000, il est le scénariste du film de Pål Jackman, Detektor, et en 2002 il est l’un des initiateurs de l’ambitieux film-concept Folk flest bor i Kina (La plupart des gens vivent en Chine), un film inspiré par huit partis politiques norvégiens, écrit par six scénaristes de Screenwriters Oslo et tourné par neuf réalisateurs.

## Publications
- Tatt av kvinnen (1993) (Autant en emporte la femme)
- Fisken (1994) (Kurt et le poisson)
- Maria & José (1994) (Maria et José)
- Kurt blir grusom (1995) (Méchant Kurt!)
- Den store røde hunden (1996)
- Naiv.Super. (1996) (Naïf. Super.)
- Kurt quo vadis? (1998)
- L (1999)
- Jotunheimen, bill.mrk. 2469 (2000)
- Fakta om Finland (2001)
- Kurt koker hodet (2003)
- Doppler (2004) (Doppler)
- Volvo lastvagnar (2005) (Volvo Trucks)
- Organisten (2006)
- Muleum  (2008)

## Ouvrages traduits
- Naïf.Super, Gaïa Éditions, 2003
- Autant en emporte la femme : roman  (trad. Jean-Baptiste Coursaud), Paris, Gaïa Éditions, 2005, 236 p. (ISBN 2-84720-060-6)
- Maria et José, Gaïa Éditions, 2005
- Kurt et le poisson, La Joie de lire, 2006
- Volvo Trucks, Gaïa Éditions, 2006
- Doppler, Gaïa Éditions, 2006
- Méchant Kurt !, La Joie de lire, 2007
- Kurt quo vadis ?, La Joie de lire, 2007
- Muleum, Gaïa Éditions, 2008

## Prix et distinctions
- 2006 : Prix européen des jeunes lecteurs pour son livre Naïf Super.
- 2022 :  "Mention" Prix BolognaRagazzi, catégorie Comics - early reader[1], Foire du livre de jeunesse de Bologne  pour Hvem rumpet brunosten?, illustrations de Kim Hiorthøy